# Spodnje Selce
Spodnje Selce este o localitate din comuna Šmarje pri Jelšah, Slovenia, cu o populație de 48 de locuitori.